# Orthobornavirus
Orthobornavirus è un genere di virus neurotropo appartenente all'ordine Mononegavirales, famiglia Bornaviridae, in possesso di un breve genoma ad RNA a singolo filamento negativo in grado di  replicarsi all'interno nucleo cellulare della cellula ospite. Vi appartiene l'agente eziologico della malattia di Borna, una malattia infettiva mortale negli animali (soprattutto cavallo e pecora, ma anche cani, gatti e bovini) e gli agenti eziologici della Dilatazione proventricolare negli uccelli. Fino al 2017 il genere si chiamava Bornavirus.

## Storia
La malattia divenne nota in seguito a una epidemia che si sviluppò nel 1885 nei cavalli della scuderia militare della città tedesca di Borna, donde il nome. Il virus fu isolato nel 1970 da un cavallo, ammalato nel corso di un'altra piccola epidemia, e classificato appartenente alla nuova famiglia Bornaviridae dell'ordine Mononegavirales.
È stato ipotizzato che il virus di Borna possa infettare anche l'uomo determinando patologie psichiatriche quali disturbi dell'umore; ma l'ipotesi non ha trovato finora conferme convincenti.
Interessante è stato il rinvenimento di elementi simili al gene N del Bornavirus, chiamati «Endogenous Borna-like N elements (EBLN)», nel genoma di diverse specie di mammiferi, uomo compreso.

## Caratteristiche del virus
Il virus della malattia de Borna è la specie tipo del genere Orthobornavirus. È un virus con genoma ad RNA a singolo filamento negativo, avvolto da una membrana lipoproteica. Il genoma virale è di 8,9 migliaia di coppie di basi), inferiore pertanto a quello di qualsiasi specie di Mononegavirales, e contiene il materiale necessario per la sintesi di almeno sei proteine virali:
1. N (nucleoproteina)
2. proteina X (o proteina p10)
3. P (fosfoproteina)
4. M (proteina della matrice)
5. GP (glicoproteina)
6. proteina di maggiori dimensioni L (polimerasi)

Si ritiene che il virus raggiunga l'encefalo attraverso il nervo trigemino e si insedi soprattutto nei nuclei della base e nel corno d'Ammone. Il virus entra nella cellula ospite grazie a un meccanismo di endocitosi mediato da un recettore non ancora identificato. Come tutti i virus con genoma a RNA a singolo filamento negativo, l'RNA virale non può legarsi direttamente ai ribosomi della cellula infettata, ma deve prima essere trascritto in molecole di antigenoma complementare (cRNA) ad opera della RNA-polimerasi associata al virione. Il virus si replica nel nucleo della cellula infettata, unico membro dei Mononegavirales a comportarsi in questa maniera. La cellula infettata non viene lisata e l'infezione della cellula sarà persistente. Attorno alle lesioni si sviluppa un infiltrato caratterizzato da linfociti T helper CD4+ e CD8+. Si innesca pertanto una encefalomielite immuno-mediata, senza intervento di anticorpi.